# Wojciech Waglewski
Wojciech Antoni Waglewski (* 21. dubna 1953) je polský zpěvák, kytarista, skladatel a producent. Narodil se ve městě Nowy Sącz, jeho otcem byl novinář Jerzy Waglewski. Byl členem mnoha skupin, včetně Voo Voo, Osjan a Morawski Waglewski Nowicki Hołdys. Mnohokrát byl nominován na cenu Fryderyk a roku 2015 získal ocenění Człowiek ze Złotym Uchem. Jeho synové, Fisz a Emade, se rovněž věnují hudbě. Do roku 2011 vydal tři sólová alba, Waglewski Gra-żonie (1991), Muzyka filmowa (2007) a The Best and the Rest (2011).